# Повчанская сельская община
Повчанская сельская община (укр. Повчанська сільська громада) — территориальная община в Дубенском районе Ровненской области Украины.
Административный центр — село Повча.
Население составляет 2550 человек. Площадь — 92 км².
В соответствии с распоряжением Кабинета Министров Украины от 12 июня 2020 года, в состав общины вошла территория Мильчанского и Повчанского сельских советов Дубенского района, а также Николаевского сельского совета упразднённого Млиновского района.

## Населённые пункты
В состав общины входит 9 сёл:
- Повча
  - Будераж
- Мильчанский старостинский округ:
  - Мильча
  - Пирятин
- Николаевский старостинский округ:
  - Буды
  - Гнатовка
  - Николаевка
  - Подбрусинь
  - Яблоновка